# Conrad Gessner
Conrad Gessner (også Konrad Gessner, Conrad Geßner, Conrad von Gesner, Conradus Gesnerus, Conrad Gesner, Konrad Gesner; født 26. marts 1516, død 13. december 1565) var en schweizisk naturforsker og Polyhistor.
Trebindsværket Historia animalium (1555–1558) regnes som et tidligt standardværk i moderne zoologi, og med De Rerum Fossilium (1565) grundlage han faget palæontologi. Plantefamilien Gesneriaceae er opkaldt efter Gessner.